# Киркиж, Куприян Осипович
Куприян Осипович Киркиж (17 [29] сентября 1888, дер. Смолянцы, Витебская губерния — 24 мая 1932, Москва, РСФСР) — советский партийный и государственный деятель, первый секретарь ЦК КП(б) Узбекистана в 1927—1929 годах.

## Биография
Родился в крестьянской семье. С 1901 рабочий бумажной фабрике в Витебской губернии. Затем переехал в Ригу и поступил работать на бумажную фабрику «Эдуард Брунс и Ко».
Член РСДРП(б) с 1910 года. В 1911—1912 годах член агитационной коллеги Витебского комитета РСДРП(б). С 1912 года на подпольной партийной работе в Риге. В годы Первой мировой войны — секретарь больничной кассы завода ВЭК в Харькове.
В 1917 году — участник Октябрьской революции и Гражданской войны: председатель Петинского районного комитета РСДРП(б) в Харькове, член Харьковского комитета РСДРП(б), член Харьковского Совета и губкома РСДРП(б). В 1918 году — председатель коллегии артиллерийского завода (Москва), особоуполномоченный Народного комиссариата по военным делам РСФСР в Курске, Харькове; командир 2-го Харьковского пролетарского полка.
В 1919 году комиссар отдельной Донецкой бригады, частей правого участка Екатеринославского направления. В 1920 году начальник тыла и военком 41-й стрелковой дивизии, начальник тыла 14-й армии, участник боёв против Деникина и Махно.
- 1920—1922 гг. — заведующий Харьковской городской электростанцией, заместитель председателя исполнительного комитета Харьковского губернского Совета,
- 1922—1925 гг. — ответственный секретарь Харьковского губернского комитета КП(б) Украины[3], в 1925 г. — заведующий организационным отделом ЦК КП(б) Украины,
- 1925—1926 гг. — ответственный секретарь Харьковского окружного комитета КП(б) Украины, секретарь ЦК КП(б) Украины,
- 1926—1927 гг. — нарком рабоче-крестьянской инспекции Украинской ССР, председатель Центральной Контрольной Комиссии КП(б) Украины,
- 1927—1929 гг. — первый секретарь ЦК КП(б) Узбекистана, заместитель председателя Средне-Азиатского бюро ЦК ВКП(б),
- 1929—1931 гг. — председатель ЦК профсоюза совторгслужащих.

С 1931 года — председатель профсоюза рабочих машиностроения. Член Президиума ВЦСПС (1929—1932).
Член ЦК ВКП(б) (1925—1930), кандидат в члены ЦК РКП(б) (1924—1925), член Центральной контрольной комиссии ВКП(б) и кандидат в члены Президиума ЦКК ВКП(б) (с 1930 года). Член Политбюро ЦК КП(б) Украины (1925—1926). Член ЦК КП(б) Украины (1923—1927), член Организационного бюро ЦК КП(б) Украины (1923—1926).
Кандидат в члены Президиума ЦИК СССР.

## Гибель
21 мая 1932 года совместно с председателем треста Белоцерковским, ответственными работниками треста Лукьяновым и Ивановым и председателем ивановского Совета профсоюзов Семагиным приехал на Ковровский инструментальный завод для передачи переходящего знамени ЦК профсоюза рабочих машиностроения. 23 мая в 17 часов вместе с ними же выехал на автомобиле обратно в Москву. На 37-м километре ковровского шоссе машина вынуждена была резко свернуть, повстречавшись на узкой дороге с крестьянской телегой и группой детей. На полном ходу машина пошла под откос. Через 40 минут пострадавшим была оказана медицинская помощь, через несколько часов они были доставлены в больницу города Владимир, где от полученных тяжелых ранений 24 мая в 14 часов К. О. Киркиж скончался. 
Похоронен 27 мая, урна с прахом покойного установлена в Кремлёвской стене.

## Награды
- Орден Красного Знамени за заслуги в годы Гражданской войны.

## Память
Его имя носит улица в городе Коврове.
Завод имени Дегтярёва с 1932 по 1949 год носил имя К. О. Киркижа.